# The Day She Paid
The Day She Paid è un film muto del 1919 diretto da Rex Ingram. La sceneggiatura si basa su Oats for the Woman, racconto breve di Fannie Hurst pubblicato su Cosmopolitan Magazine del giugno 1917.
Protagonista del film è Francelia Billington; nel ruolo di Ardath, l'esordiente attrice diciannovenne Lillian Rich.

## Trama
La modella di Manhattan Marion Buckley, reduce da una relazione con Leon Kessler, il suo datore di lavoro, esita ad accettare la proposta di matrimonio del nuovo proprietario dei grandi magazzini, Warren Rogers, un vedovo con due figlie. Dopo che Kessler si mostra disponibile a non rivelare la loro relazione, Marion accetta di sposare Rogers.
Tutto fila liscio e il matrimonio si dimostra felice fino a quando Kessler non torna in scena e inizia a corteggiare Ardath, la figlia adolescente di Rogers. Vedendo che il marito non si oppone alla relazione tra sua figlia e Kessler, Marion decide di rivelare la sua storia. Rogers non la prende bene e butta fuori di casa la moglie.
Marion trova lavoro a New York come giornalista. Ardath e il padre visitano la città e Kessler, approfittando della loro venuta, cerca Ardath. Marion, allora, si offre al suo vecchio amante se lui lascerà in pace la ragazza: Rogers, che sente tutto da una camera vicina, si rende conto del sacrificio della moglie. Messo a posto Kessler, prende Marion e se la riporta a casa.

## Produzione
Il film fu prodotto dall'Universal Film Manufacturing Company. Venne girato con il titolo di lavorazione Oats and the Woman.

## Distribuzione
Il copyright del film, richiesto dalla Universal Film Mfg. Co., Inc., fu registrato il 16 dicembre 1919 con il numero LP14545.
Distribuito dall'Universal Film Manufacturing Company, il film uscì nelle sale cinematografiche statunitensi il 21 dicembre 1919.
Non si conoscono copie ancora esistenti della pellicola che viene considerata presumibilmente perduta.